# Xavier Bundó i Buil
Xavier Bundó i Buil (Sabadell, 26 d'agost de 1984) és un periodista i locutor de ràdio català.
Va estudiar comunicació audiovisual a la Universitat Autònoma de Barcelona. Va començar la carrera com a locutor amb 18 anys, el 2002, presentant el programa Primer toc, a Matadepera Ràdio, i posteriorment va anar a Ràdio Sabadell, on va treballar a esports i a informatius. Durant unes pràctiques d'estiu al programa La finestra indiscreta, de Catalunya Ràdio, va conèixer en Pere Mas, amb qui va començar a col·laborar amb El matí de Catalunya Ràdio d'estiu, fins que el van fitxar a la secció d'informatius de RAC1. Posteriorment va col·laborar amb en Jordi Basté fent la secció del dialing d'El Món a Rac1.
Quan Marta Cailà va deixar el programa Via lliure, el llavors director de RAC1, Eduard Pujol, va proposar el nom de Xavier Bundó. Des de la tardor de 2014 Bundó és el presentador de Via lliure. També és articulista habitual del diari digital Nació Digital. El 2016 va fer el pregó de la Festa Major de Sabadell juntament amb el també periodista sabadellenc Ricard Ustrell.